# 司馬廓
司馬廓（3世纪—306年），西晋宗室，晋武帝之孙，成都王司马颖之子。
司马颖为八王之乱之一王，晋惠帝永安元年（304年）司馬廓出继司马颖的兄弟代王司马演，封为中都王（封国相当于太原郡）。晋惠帝诏镇南将军刘弘、南中郎将刘陶收捕司马颖，司马颖与二子中都王司马廓、庐江王司馬普渡黄河赴朝歌，收合将士数百人，想要投奔公师藩。顿丘郡太守冯嵩抓住司马颖及司马普、司马廓送邺城，范阳王司马虓幽禁他们，光熙元年（306年）十月司馬廓与其父司马颖一起被杀。
| 前任： 初封 | 晋朝中都王 304年－306年 | 繼任： 国除 |